# Летомјер
Летомјер (летомер) је противавионска мјерничка направа која је била у наоружању неких батерија средње и тешке противавионске артиљерије (ПАА). Замијенио је брзиномјер и смјеромјер.
За примјер летомјера се може узети нишанска справа ДХ-2 кориштена на ПАВ топовима 80 mm М-28-А Шкода у наоружању Краљевине Југославије. Писаљка справе је уписивала на кружној плочи хоризонталну пројекцију путање авиона у размјери 1:25000 до 1:100000. На основу тога и вриједности очитаних са скале могли су се одредити параметри лета као угао смјера, хоризонтална брзина, азимут и хоризонтална даљина циља у тачки мјерења. Али то се могло учинити с тачношчу само ако је циљ летио по основној претпоставци гађања.
Параметри циља су добијани нишањењем циља подешавањем справе с ручно подешаваним точкићима. Тиме је летомјер при лету авиона својим уређајима материјализирао троуглове мјерења сличне одговарајућим угловима у простору, што је омогућавало одређивање координата циља у тродимензионалном простору.
Летомјер је потиснут из употребе с увођењем командног рачунара који је објединио његов рад и рад ПАВ нишанских справа. С тим је постао главна мјерничка и нишанска справа у батеријама срење и тешке ПАА.